# Estación de Simancas
Simancas es una estación de la línea 7 del Metro de Madrid situada bajo la avenida de Arcentales, en el madrileño distrito de San Blas-Canillejas, entre los barrios de Simancas y Amposta.

## Historia
La estación fue inaugurada el 17 de julio de 1974 con el primer tramo de línea abierto, entre las estaciones de Las Musas y Pueblo Nuevo, y fue remodelada a lo largo de 2006 para cambiar paredes de mármol gris claro con vetas, y azulejos blanquiazules de pasillos, por vítrex anaranjado.
Del 23 al 25 de octubre de 2023, la estación permaneció cerrada por el cierre del tramo García Noblejas-Estadio Metropolitano, cortado por obras urgentes. Se estableció un Servicio Especial de autobús gratuito entre ambas estaciones, sin parada en las estaciones intermedias.
Del 28 de noviembre al 1 de diciembre de 2024, la estación permaneció cerrada por el cierre del tramo García Noblejas-Estadio Metropolitano, cortado por obras de renovación de señalización ferroviaria. Se estableció un Servicio Especial de autobús gratuito entre ambas estaciones.
Del 1 al 4 de mayo de 2025, la estación permanece cerrada por el cierre del tramo San Blas-Cartagena, cortado por obras de renovación de señalización ferroviaria. Se establece un Servicio Especial de autobús gratuito entre ambas estaciones.

## Accesos
Vestíbulo Amposta
- Amposta C/ Alberique, 4 (semiesquina C/ Amposta)

Vestíbulo Castillo de Uclés (Mecanizado de 21:40 a 1:30)
- Castillo de Uclés C/ Castillo de Uclés (esquina C/ Madrigal de las Altas Torres)
- Zaratán C/ Zaratán (semiesquina C/ Madrigal de las Altas Torres)

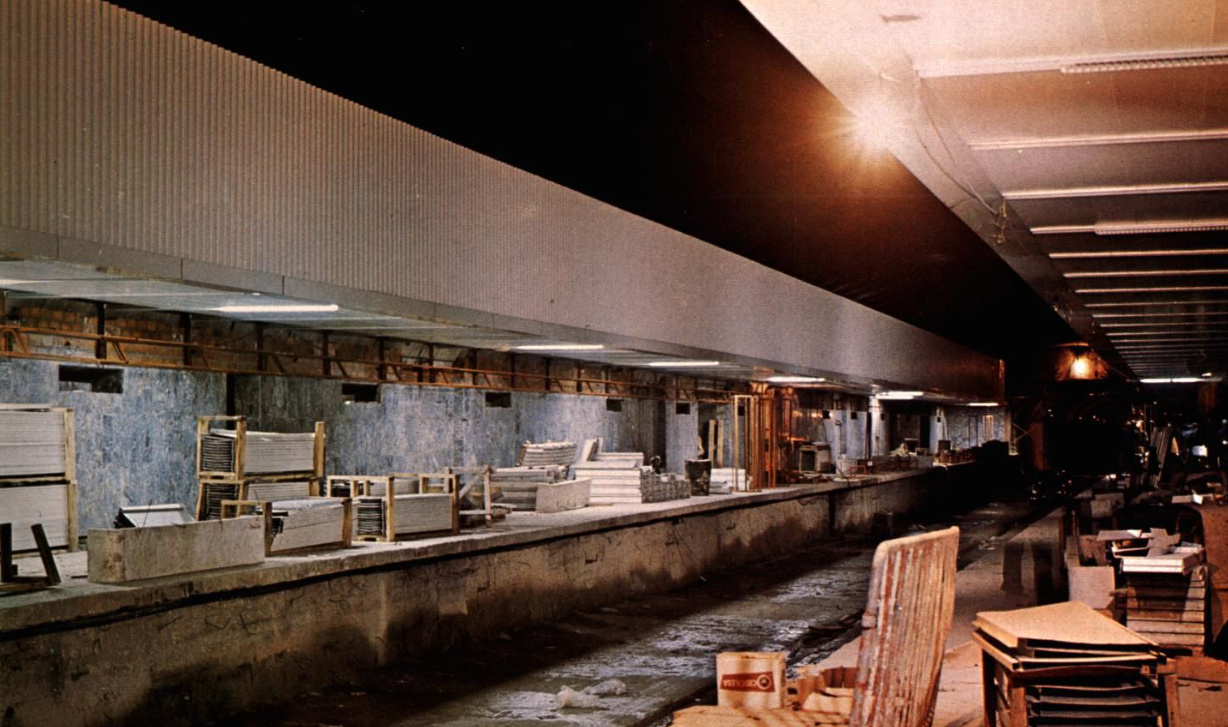
Andenes de la estación en el momento de su construcción (1973).

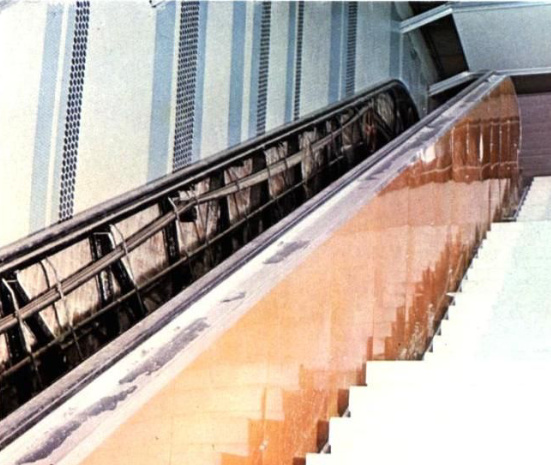
Escaleras de acceso a los andenes durante su construcción.

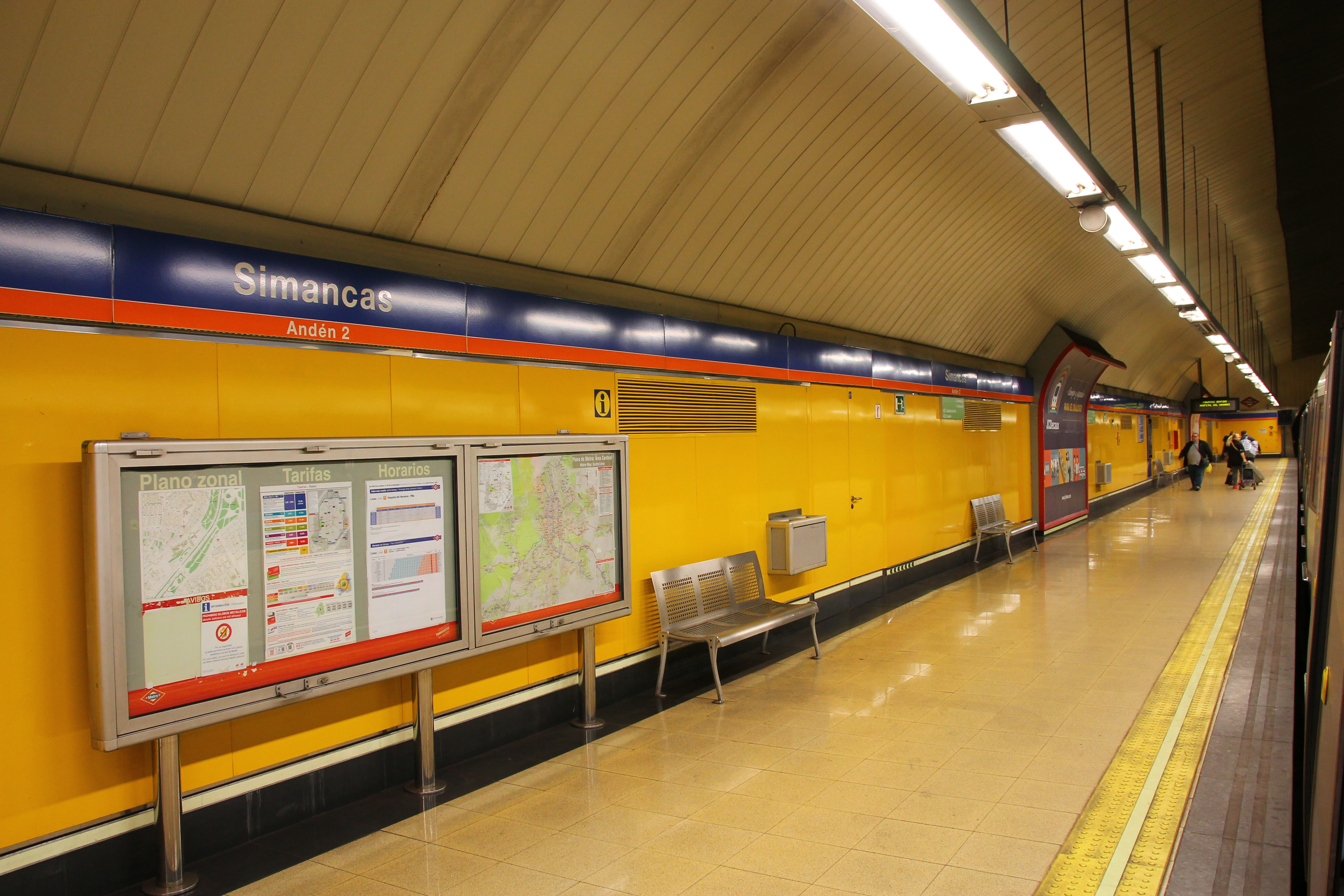
Andenes de la estación tras la reforma sufrida en 2006.

## Líneas y conexiones

### Metro
| << cabecera                                                  | < estación | línea | estación >      | cabecera >> |
| ------------------------------------------------------------ | ---------- | ----- | --------------- | ----------- |
| Hospital del Henares Cambio de tren en Estadio Metropolitano | San Blas   |       | García Noblejas | Pitis       |

### Autobuses
| Diurnos |                         |                             |
| Línea   | Destino                 | Parada                      |
| 38      | Las Rosas               | 2344 AMPOSTA-ALBERIQUE      |
| 38      | Plaza de Manuel Becerra | 4392 AMPOSTA-ALBERIQUE      |
| 109     | Plaza de Ciudad Lineal  | 5639 CASTILLO UCLÉS-ZARATÁN |
| 109     | Castillo de Uclés       | 5689 CASTILLO UCLÉS-ZARATÁN |